# Защита классики
Защита классики — это положение закона об интеллектуальной собственности, которое включено в законы об авторском праве скандинавских стран. Согласно этому положению запрещается обращаться с произведением искусства таким образом, который нарушает культурные интересы, после смерти автора. Это касается также случаев, когда авторское право больше не действует или никогда не существовало, то есть материалов, находящихся в общественном достоянии.
Законы об авторском праве скандинавских стран похожи друг на друга, потому что раньше в этих странах совместно разрабатывались важные законы, которые также применялись к подготовке законов об авторском праве в 1930—1950-х годах.
В большинстве стран Северной Европы были случаи введения запрета. Несколько случаев зарегистрировано в Норвегии, два в Дании и один в Финляндии. Например, в Дании было решено, что Евангелия также защищены этим параграфом Закона об авторском праве. В Финляндии несколько переведённых детских книг (в том числе «Приключения Алисы в стране чудес») были запрещены в мае 1962 года из-за низкого качества и тайных сокращений переводов. После обжалования Верховный суд Финляндии оставил в силе запрет Министерства образования Финляндии.